# 374
Правління Валентиніана I у Західній Римській імперії й Валента в Східній Римській імперії. У Китаї правління династії Цзінь. В Індії правління імперії Гуптів. У Японії триває період Ямато. У Персії править династія Сассанідів.
На території лісостепової України Черняхівська культура. У Північному Причорномор'ї готи й сармати. Історики VI століття згадують плем'я антів, що мешкало на території сучасної України приблизно з IV сторіччя. З'явилися гуни, підкорили остготів та аланів й приєднали їх до себе.

## Події
- Квади перейшли через Дунай, і, уникаючи укріплень, вчинили розбій у Паннонії.
- Амвросій Медіоланський отримав сан єпископа.
- Атлатлькавак став правителем у Теотіуакані.